# Vol Britannia Airways 226A
Le 14 septembre 1999, un Boeing 757 assurant le vol Britannia Airways 226A, un vol charter international exploité par Britannia Airways, qui reliait Cardiff, au Pays de Galles, à Gérone, en Espagne, a subi une violente sortie de piste et s'est brisé en plusieurs tronçons, lors de sa deuxième tentative d'atterrissage, pendant un orage, à l'aéroport de Gérone-Costa Brava.
Sur les 236 passagers et 9 membres d'équipage à bord, deux d'entre eux, dont le commandant de bord, ont été grièvement blessés et 41 ont subi des blessures mineures. L'un des passagers, qui n'avait apparemment subi que des blessures mineures, est mort cinq jours plus tard à la suite de blessures internes non détectées. Le 757 a subi des dégâts irréparables et a été retiré du service.

## Avion
L'appareil impliqué est un Boeing 757-204, immatriculé G-BYAG. Il a été fabriqué en 1992 et a été livré à la compagnie charter britannique Britannia Airways en 1993. Il était configuré avec 235 sièges passagers, la plupart étant des rangées à trois sièges. Ce biréacteur moyen-courrier cumulait un total de 26 429 heures de vol et 9 816 cycles (décollages/atterrissages) au moment de l'accident.
La structure de support du train d'atterrissage avant est fixée au passage de roue. À l'arrière du passage de roue se trouve une structure appelée doghouse. Celle-ci, de forme rectangulaire et robuste, constitue le passage de roue de l'avion. Situé directement derrière, se trouve le centre d'équipement principal (MEC), qui abrite les unités de contrôle de l'alimentation électrique et les différentes unités électroniques de l'avion. L'unité alimente de nombreux systèmes essentiels de l'avion, notamment le freinage automatique, l'antipatinage, les aérofreins et les enregistreurs de vol. 
La poussée des moteurs, y compris la quantité et le type de poussée, est contrôlée par les pilotes au moyen de câbles qui passent sous le fuselage. Les câbles sont contrôlés par un système de poulies. Selon le type de rotation, le système de poulies fournit soit une poussée avant, soit une poussée arrière aux moteurs. Les deux câbles, constitués du câble A et du câble B, passent par les unités de commande du groupe motopropulseur désignées, une de chaque côté de l'avion. Si le câble A est tiré par la poulie, la poussée avant augmente. Tirer le câble B augmente la poussée arrière.

## Passagers et équipages
Au total, 236 passagers de nationalité britannique, dont trois enfants, se trouvaient à bord de l'avion, tous participant à un voyage organisé par Thomson Travel. Il y avait également neuf membres d'équipage à bord, dont deux pilotes et sept membres du personnel navigant commercial (PNC) en cabine.
Le commandant de bord a été identifié comme étant Brendan Nolan, âgé de 57 ans. Décrit par ses collègues pilotes comme étant l'un des pilotes les plus expérimentés de la compagnie aérienne, il cumulé un total de 16 700 heures de vol, dont 3 562 heures sur Boeing 757, au moment de l'accident.
Le nom du copilote, âgé de 33 ans, n'a pas été divulgué, mais il était beaucoup moins expérimenté, avec seulement 1 494 heures de vol à son actif, dont la plupart effectuées sur Boeing 757.

## Déroulement du vol
Le vol 226A était un vol charter reliant Cardiff, la capitale du Pays de Galles, à Gérone, en Espagne, desservant la région touristique populaire de la Costa Brava. Opéré par la plus grande compagnie aérienne charter du Royaume-Uni, Britannia Airways, ce vol avait été affrété par l'agence de voyages britannique Thomson Travel. Les passagers à bord de l'avion faisaient partie d'un voyage organisé par ce voyagiste.
L'avion devait décoller à destination de l'aéroport de Gérone-Costa Brava, avec Barcelone, Reus et Toulouse, en France, comme aéroports de dégagement. Il a décollé de l'aéroport de Cardiff à 20 h 40, avec 236 passagers et neuf membres d'équipage à bord. Avant de décoller de Cardiff, l'équipage a été informé des prévisions météorologiques à Gérone. Le briefing a conclu que des orages seraient présents à l'aéroport de destination, ainsi que dans les trois aéroports de dégagement. L'équipage a pris 15 minutes supplémentaires en terme de réserve de carburant, en cas d'éventuels retards.
À l'approche de Gérone, l'équipage a demandé des informations météorologiques actualisées. Le contrôleur aérien a indiqué qu'il y aurait un orage près de l'aéroport pendant la phase d'approche et d'atterrissage, celui-ci étant situé au sud-ouest de l'aéroport. Le contrôleur a ensuite conseillé à l'équipage d'effectuer une approche ILS vers la piste 20, mais l'équipage a choisi la piste 02, soit la même piste en sens inverse, après avoir pris en compte la présence d'eau sur la piste, la pente de descente et le vent arrière. Le commandant Nolan savait que l'approche vers la piste 02 serait difficile, il a donc pris les commandes à son copilote.
Au début de l'approche, le copilote a demandé au personnel navigant de se préparer et a annoncé aux passagers que le temps était mauvais et qu'il y aurait des turbulences. Pendant l'approche, un des membres du personnel navigant a informé les pilotes que le côté droit de l'avion avait été frappé par la foudre. Malgré cela, l'avion a poursuivi son approche vers Gérone. Plusieurs vols précédents avaient été dérouté vers Barcelone, en raison des conditions orageuses.

### Première approche
À 23 h 18, heure locale, le vol 226A se trouvait à 16 milles (25 km) du VOR de Gérone. Les aérofreins ont été déployé et l'avion a atteint le VOR à 23 h 22, heure locale, alors qu'il descendait à 7 200 pieds (2 194 m). Après avoir dépassé le VOR, l'équipage a décidé de suivre l'étape suivante de la procédure d'approche. En revenant vers le VOR, les turbulences ne se sont pas dissipées. L'avion a continué à trembler, suffisamment fort pour faire tomber la carte d'approche de son support. La carte, qui était alors accrochée sur le manche du commandant de bord, était tombée sur le plancher du cockpit. Il a finalement dû demander à son copilote de lui lire la carte d'approche.
Vers 23 h 29, heure locale, le 757 s'était stabilisé à 3 400 pieds (1 036 m) et les volets avaient été réglés à 5°. Le contrôleur a donné à l'équipage le rapport météo mis à jour et l'équipage s'est rendu compte que les conditions météorologiques s'étaient détériorées. La visibilité était alors passée de 5 km à 4 km, et l'orage s'était déplacé juste au-dessus de l'aéroport. Le commandant de bord a alors vérifié le carburant restant à bord et a conseillé à son copilote de se dérouter vers l'un des aéroports de dégagement en cas d'approche interrompue.
L'équipage a finalement configuré l'avion pour l'atterrissage et a effectué la liste de vérifications pour l'atterrissage. Cependant, le contrôleur a signalé que la direction du vent avait changé. Le vent favorisait maintenant l'atterrissage pour la piste opposée et soufflait à 12 nœuds (22 km/h). Il a conseillé à l'équipage d'effectuer une approche ILS vers la piste 20. Le commandant de bord a établi un contact visuel avec la piste, mais a ensuite décidé d'effectuer une approche interrompue à la place en raison du mauvais alignement de l'avion avec la piste. Ils ont averti le contrôle aérien et se sont dirigés vers le nord de l'aéroport, pour une approche vers la piste 20. À la demande de l'équipage, le contrôleur a donné les informations météorologiques à Barcelone, où les conditions météorologiques s'étaient améliorées. Ils ont décidé de poursuivre leur tentative d'atterrissage à Gérone. 

### Deuxième approche
À la suite de la demande de l'équipage d'effectuer l'approche sur la piste 20, le contrôleur les a autorisés et a informé l'équipage d'un autre changement de vent ; cette fois-ci, la vitesse du vent avait augmenté à 15 nœuds (27 km/h). L'équipage a convenu de dérouter le vol vers Barcelone s'il ne parvenait pas à atterrir à sa deuxième tentative. L'ordinateur de gestion de vol (en) (FMC) a averti l'équipage que le niveau de carburant restant était insuffisant et le copilote a informé le commandant de bord de la situation. L'avion a commencé à capturer la trajectoire de descente. Juste avant qu'ils y parviennent, le commandant de bord a vérifié à nouveau la quantité de carburant et s'est rendu compte qu'elle était tombé à 2 800 kg, soit environ 200 kg de moins que le carburant minimum requis pour un déroutement vers l'aéroport de dégagement.
Après avoir capturé la trajectoire de descente, l'équipage s'est confirmé mutuellement son rôle pendant l'atterrissage. Le copilote surveillait les instruments de bord tandis que le commandant Nolan surveillait les références visuelles extérieures pour la piste 20. Le 757 a été à nouveau configuré pour l'atterrissage et l'équipage a reçu l'autorisation d'atterrir du contrôleur. À 23 h 46, heure locale, l'avion est descendu sous les nuages et a établi un contact visuel avec la piste à environ 500 pieds (150 m) au-dessus du sol. Les phares d'atterrissage étaient allumés et le contrôle aérien a signalé que l'avion était en vue.
À 250 pieds (76 m) au-dessus du sol, l'équipage a débranché le pilote automatique et l'automanette. Le copilote a remarqué que l'avion était au-dessus de la trajectoire de descente ILS et a averti le commandant de bord qu'ils avaient dévié de leur trajectoire. Le commandant de bord Nolan a momentanément poussé le nez de l'avion vers le bas avant de finalement ramener le manche en position neutre.

### Atterrissage
L'équipage surveillait ses instruments de bord lorsque l'éclairage de l'aéroport tomba soudainement en panne, en raison d'une coupure générale d'électricité. Lorsque le commandant jeta un coup d'œil par la fenêtre du cockpit, il fut stupéfait de constater que la piste de l'aéroport avait disparu. À quelques secondes de l'atterrissage, à une altitude comprise entre 80 et 54 pieds (24 et 16 m) au-dessus du sol, l'avertisseur de proximité du sol (GPWS) hurla SINK RATE, avertissant l'équipage du taux de descente excessif de l'appareil. Peu de temps après cette alerte, le radioaltimètre sonna « dix », indiquant qu'il ne restait plus que 10 pieds (3 m) entre l'avion et le sol. Les deux manettes des gaz furent immédiatement mises en position de ralenti.
Le vol 226A a touché le sol avec violence, d'abord avec son train avant, puis avec le reste du train d'atterrissage, à une vitesse de 141 nœuds (259 km/h). Des forces allant jusqu'à 3 G ont secoué l'ensemble de l'avion, soit plus que la limite maximale de 1,8 G que pouvait encaisser le 757. Il a ensuite rebondi dans les airs, avec un léger roulis vers la droite, et est retombé en piqué complet. Il a de nouveau heurté la piste avec son train d'atterrissage avant. Le deuxième impact a été beaucoup plus puissant que le précédent. En conséquence, le train d'atterrissage avant s'est effondré et l'avion a dérapé sur la piste.
Immédiatement après ce deuxième atterrissage brutal, le système d'éclairage de l'avion s'est éteint. L'éclairage d'urgence de la cabine s'est alors activé. Dans le cockpit, le copilote a crié que le système de freinage automatique ne fonctionnait pas. Le commandant a essayé d'arrêter l'avion en appliquant le freinage manuel, mais l'avion a continué à rouler sur la piste. Pendant ce temps, le contrôleur, qui avait perdu de vue l'avion plus tôt lors de la panne électrique à l'aéroport, s'est rendu compte que le vol 226A avait roulé sur la piste, avec des étincelles sortant du côté gauche de l'avion.
Le 757 a ensuite viré à droite et est sorti de la piste à grande vitesse, à environ 3 300 pieds (1 000 m) du deuxième point de contact avec la piste. Il a ensuite parcouru 1 125 pieds (343 m) à travers une zone herbeuse plate à côté de la piste, avant de passer en diagonale sur un important monticule de terre adjacent à la limite de l'aéroport, redécollant ainsi brièvement. Au-delà du monticule, il a heurté plusieurs arbres et le moteur droit a heurté la clôture de l'aéroport. L'avion a ensuite traversé la clôture, a atterri à nouveau dans un champ et les deux trains d'atterrissage principaux se sont effondrés. Il s'est finalement arrêté après une glissade de 801 pieds (244 m) à travers le champ, à 6 200 pieds (1 900 m) du deuxième point de contact avec la piste. Lors de l'accident, le commandant a été éjecté de son siège, ce qui lui a fait heurter la tête contre la fenêtre gauche du pare-brise, lui faisant perdre connaissance.

L'épave de l'appareil, après l'accident du vol 226A.

Les dégâts furent considérables : le fuselage fut brisé en deux endroits, le train d'atterrissage et les deux moteurs se détachèrent. Le commandant de bord reprit connaissance peu après le crash et le copilote ordonna immédiatement une évacuation. Malgré les dégâts considérables causés à la cabine, l'équipage évacua l'avion efficacement. Cependant, trois des huit sorties de secours ne purent être ouvertes et plusieurs toboggans ne se gonflèrent pas.
Le contrôleur de la tour, conscient peu après l'atterrissage que quelque chose n'allait pas, a tenté de contacter l'équipage du vol 226A, mais en vain. Elle a alors appuyé sur le bouton pour activer l'alarme d'urgence. À sa grande surprise, la sonnerie d'urgence n'a pas sonné. Les pompiers ont été alertés par une ligne téléphonique dédiée et se sont rendus au seuil de la piste 20 et ont parcouru la piste à la recherche de l'avion, sans succès. Ils se sont d'abord rendus au sud de la piste, la dernière zone où l'appareil avait été aperçu. N'ayant trouvé aucun signe de l'avion, ils se sont rendus au nord de la piste pour entamer des recherches dans la zone. Elles se sont étendues aux côtés de la piste et à la zone de dégagement.
Pendant ce temps, la majorité des passagers étaient toujours autour de l'avion et beaucoup étaient trempés par la pluie intense. Un passager a ensuite traversé l'aéroport à pied jusqu'au terminal pour demander de l'aide et a indiqué au personnel où se trouvait le lieu de l'accident. L'épave a finalement été localisée 18 minutes après l'accident. Il y a eu un délai supplémentaire de 14 minutes pendant que les pompiers essayaient d'accéder au site. Au total, le transfert des passagers vers le terminal a pris une heure et dix minutes.
Il n'y a pas eu de décès immédiat et les blessés ont été peu nombreux : deux blessés graves et 42 blessés légers. Cependant, un passager, qui avait été admis à l'hôpital avec des blessures apparemment mineures et qui avait été libéré le lendemain, est décédé cinq jours plus tard de blessures internes non détectées.
Les autorités aéroportuaires ont été critiquées après l'accident, notamment parce qu'il a fallu plus d'une heure aux équipes de secours pour atteindre et évacuer les lieux.

## Enquête
La Comisión de Investigación de Accidentes e Incidentes de Aviación Civil (CIAIAC) espagnole a conclu que l'accident du vol 226A a été causé par une approche non stabilisée, une perte des références visuelles extérieures, en raison des conditions météorologiques sur l'aéroport, et une perte momentanée des annonces automatiques d'altitude lors de l'atterrissage.
L'avion est entré dans une descente trop rapide, avec un taux de descente d'environ 1 000 pieds/min (5 m/sec) et une assiette à piqué, créant un impact suffisamment violent pour déloger le train d'atterrissage avant vers l'arrière et le faire s'écraser sur l'unité électrique principale de l'avion, ce qui a entraîné de graves défaillances au niveau des systèmes électriques de l'avion et a désactivé tous les systèmes de décélération, entraînant une augmentation soudaine et intempestive de la poussée des réacteurs vers l'avant. N'ayant pas pu s'arrêter à temps, l'équipage a alors perdu le contrôle directionnel de l'appareil, qui a fini par dévier de la piste à grande vitesse.
Les facteurs suivants ont également contribué à cet accident :
- La dégradation de la visibilité extérieure, en raison de l’obscurité environnante, des pluies torrentielles et de l’extinction des feux de piste immédiatement avant l’atterrissage, en raison d'une panne électrique soudaine à l'aéroport.
- La suppression de certaines annonces automatiques de l'altimètre, qui auraient informé l'équipage de l'altitude restante de l'avion, causée par l'alarme sonore « SINK RATE » du GPWS.
- L'effet d'un choc ou d'une incapacité mentale sur le pilote en fonction au moment de la panne des feux de piste, ce qui peut l'avoir empêché de prendre la décision de remettre les gaz.
- L'absence de formation spécifique de l'équipage, dans un simulateur de vol, pour initier une remise des gaz en dessous de la hauteur de décision pour l'atterrissage.
- L'évaluation insuffisante des conditions météorologiques, notamment du mouvement et de la gravité de la tempête affectant l'aéroport de destination.

## Conséquences
À la suite de l'accident, la CIAIAC a émis dix recommandations à plusieurs agences, dont la Federal Aviation Administration (FAA), l'Agence européenne de la sécurité aérienne (EASA) et Boeing.
Plusieurs de ces recommandations appellent à des modifications et à des améliorations concernant la conception de plusieurs composants du 757, notamment une conception améliorée des compartiments du train d'atterrissage, ainsi qu'une amélioration de la résistance du harnais de sécurité, présent sur le siège des pilotes, et des unités de commande électrique de l'avion.
Il a été demandé à la FAA de prendre des mesures concernant la possibilité d'une perte de contrôle de la poussée vers l'avant. Il a également été demandé à l'EASA de rendre obligatoire la procédure de remise de gaz lorsque l'avion est en dessous de la hauteur de décision. D'autres recommandations ont également été adressées à l'aéroport de Gérone et à l'Institut national de météorologie (INM) espagnol.